# Alfonso IV de Aragón
Alfonso IV de Aragón, el Benigno (¿Nápoles?, 1299 – Barcelona, 1336). Rey de Aragón, de Valencia, de Cerdeña, rey titular de Córcega y conde de Barcelona (como Alfonso III), entre 1327 y 1336.

## Primeros años
Segundo hijo de Jaime II de Aragón y de su segunda esposa, Blanca de Anjou, se convirtió en rey tras la renuncia al trono de su hermano Jaime, que tomó los hábitos en 1319. 
Se casó dos veces: en 1314, con Teresa de Entenza y en 1329 con Leonor de Castilla.
Durante el reinado de su padre, siendo el infante Alfonso procurador de la Corona, lideró la expedición aragonesa que tomó la isla de Cerdeña (1323-1324) que había sido adjudicada al rey de Aragón por el Papa en el tratado de Anagni (1295).
Por la conquista de Cerdeña entró en conflicto con Pisa y Génova ya que ambas ciudades italianas tenían posesiones e intereses comerciales en ella.
Para la conquista contó con 80 naves grandes y muchas más de menor tamaño, 1000 caballeros, 4000 infantes, 2000 ballesteros y 3000 auxiliares. Ante la resistencia pisana no pudo tomar Cáller antes de un año. Al regreso de su conquista de Cerdeña puso la primera piedra del templo de Santa María del Mar en Barcelona.

## Reinado
Accedió al trono en 1327 tras la muerte de su padre Jaime II de Aragón y la renuncia de su hermano Jaime, heredero al trono, quién prefirió entrar en un convento como monje. Hacía solo cinco días que había enviudado de su primera esposa, Teresa de Entenza, cuando falleció el rey. Alfonso juró en primer lugar los Usatges de Cataluña y fue reconocido por sus súbditos como conde de Barcelona en el día de Navidad de 1327. Posteriormente, el domingo de Pascua de 1328, fue coronado como rey de Aragón en Zaragoza con gran solemnidad, que fue recogida por Ramón Muntaner en su Crónica.

### Política interna
Mientras que durante su reinado Cataluña comenzó un declinar demográfico y económico, el Reino de Valencia empezó a tener una importancia que continuaría acrecentándose en reinados posteriores.
Durante su reinado empezaron los primeros signos de una fuerte crisis demográfica, sobre todo en Cataluña, que se extendería desde mediados del siglo XIV hasta finales del XV, sobre todo debido a la Peste Negra. Aunque el año 1333 no se puede considerar el inicio de las carestías que afectaron tanto a sus estados como al resto de la península, Francia e Italia, la gente percibió éstas con mayor intensidad y este año fue llamado lo mal any primer (el mal primer año), año en el que una fuerte hambruna hizo aparición debido a la escasez de trigo, resultado de las malas cosechas y, sobre todo, del bloqueo efectuado por la flota genovesa que impedía la llegada de trigo procedente de Cerdeña y Sicilia. La hambruna afectó tanto a las zonas rurales como a las ciudades; se calcula que la ciudad de Barcelona perdió unos 10 000 habitantes.
En el Reino de Valencia continuaron las luchas por los repartos de beneficios de la explotación de los poderes de justicia ejercidos por los señores sobre los vasallos y entre los partidarios del fuero de Aragón y el de Valencia, ya que coexistían ambos, usando el de Aragón los nobles de origen aragonés. Estos enfrentamientos terminan en 1328-1329, momento en el que Alfonso promulga la jurisdicción alfonsina, en la que se retocaba el fuero valenciano y en el que se tendía a hacerlo más señorial, proliferando los señores aún sin ser de origen noble, hecho que propició que muchos nobles aceptaron el fuero de Valencia entre 1329 y 1330.
Como consecuencia de su segundo matrimonio con Leonor de Castilla, y tras las presiones de su esposa, Alfonso planeó en 1332 que los hijos de esta unión obtuvieran considerables posesiones en las regiones fronterizas de la Corona, sobre todo en el Reino de Valencia, consistiendo principalmente en separar de su jurisdicción las ciudades más importantes del reino y que pasaran a su hijo Fernando como una especie de feudo propio. Así en 1333 donó a su hijo Fernando los señoríos y villas de Játiva, Alcira, Morvedre, Sagunto, Alicante, Morella, Castellón y Burriana, infringiendo las promesas hechas en 1329 y 1330 ante las Cortes. Esto representaba la posibilidad de un fraccionamiento del reino, a lo que se opusieron decididamente los valencianos y el heredero e hijo del primer matrimonio Pedro. En el año 1333 los jurados de la ciudad de Valencia encabezados por el jurat en cap Francisco de Vinatea amonestaron al rey. El rey, que se encontraba en la ciudad con el resto de la Corte, no tuvo más remedio que ceder ante la presión de sus súbditos, que le hicieron saber que antes morirían que consentirían estas donaciones contrarias a los fueros y privilegios del reino, y reafirmó la ordenanza de su padre que declaraba indivisible el reino.
Siguió con la política de su padre de realizar enlaces matrimoniales entre la casa real y los barones para intentar disminuir el poder de estos últimos. En cuanto al trato que dio a los musulmanes, este fue más tolerante que el que dio su padre y el que darían sus sucesores.
Intentó promover la cultura y dar estabilidad a las universidades. En 1328 se comprometió a dar un salario justo a los profesores (que no se produjo nunca) y a dotar de cuatro nuevas aulas para el estudio del derecho en la Universidad de Lérida.

### Política exterior
Las relaciones con el Reino de Castilla y su monarca Alfonso XI fueron buenas y en un principio reinó la amistad entre ambos monarcas. De hecho, ya rey y viudo de Teresa de Entenza Alfonso IV, el monarca castellano ofreció a su hermana Leonor en matrimonio. Esta alianza matrimonial buscaba la ayuda aragonesa en la reconquista que fue dada en forma de bloqueo del estrecho por parte de naves aragonesas para impedir el paso de tropas musulmanas a la península.
Alfonso intentó llevar a cabo una cruzada contra el reino de Granada que Alfonso XI de Castilla no secundó, ya que este tenía buenas relaciones con el reino granadino hasta el punto de conseguir su vasallaje en 1331. Alfonso inició la cruzada contra Granada el año 1329 y en 1331 el reino musulmán atacó el sur del Reino de Valencia, tomando Orihuela y Elche, que fueron recuperadas. Entre 1330 y 1333 se intentó la conquista de Almería pero la tentativa acabó en fracaso y finalmente se firmó la paz en 1335.
En 1329 firmó tratados de alianza en términos económicos con los sultanes de Bugía y Túnez.

### Cerdeña y conflicto con la República Ligur
Tuvo que sofocar una rebelión en Cerdeña debido a una mala gestión de los administradores catalanes. Para el dominio de la isla había repartido el territorio entre los barones y caballeros que le habían acompañado en la conquista. El dominio se reforzó con la instauración del feudalismo, la colonización y la fundación de la ciudad de Bonaire. Los rebeldes sardos contaban con el apoyo de la República Ligur (Génova) con el objetivo de tomar la isla y en menor medida de Pisa. La guerra contra Génova se prolongó entre 1329 y 1336, año en el que murió Alfonso y se consiguió una paz precaria pero que por el momento aseguraba la posesión de la isla. El conflicto se prolongaría hasta bien entrado el siglo XV y en él se disputaban Génova y la Corona aragonesa, especialmente Barcelona, el dominio del comercio en el oeste del Mediterráneo, así como la posesión de la isla. La ciudad de Sácer, clave para el dominio de Cerdeña, se rebeló en tres ocasiones desde que fuera tomada por Alfonso en 1323, aunque fue tomada de nuevo, lo mismo que Cáller. Alfonso promovió la repoblación de Cerdeña por parte de gentes procedentes de la península entre 1329 y 1330.

## Matrimonios y descendencia
Se casó en primeras nupcias con Teresa de Entenza en la catedral de Lérida el 10 de septiembre de 1314. Teresa era la heredera del condado de Urgel, último condado independiente de la Corona. En su testamento otorgado el 23 de octubre de 1327, Teresa estipuló que el condado lo heredaría su hijo Sancho, y si este muriese sin descendientes, pasaría a su hijo Jaime I de Urgel, por lo que el condado no llegó a formar parte de los dominios reales. De este matrimonio nacieron:
- Alfonso (1315-1317). Muerto en la infancia y sepultado en la Iglesia de Santa María de Almatar de Balaguer, según la Crónica de Pedro IV. Algunas fuentes señalan que posteriormente el sepulcro con los restos del infante fue trasladado al Convento de Santo Domingo de Balaguer, donde sería destruido durante la Guerra de Sucesión Española.
- Constanza (1318-1346), esposa de Jaime III de Mallorca.
- Pedro IV el Ceremonioso (1319-1387), sepultado en el Monasterio de Poblet.
- Jaime I (1320-1347), conde de Urgel, quién también heredó de su madre Entenza, Antillón, Áger, Alcolea de Cinca, y otros señoríos.
- Isabel (1323-1327), sepultada junto a su madre y su hermano Sancho en el desaparecido Convento de San Francisco de Zaragoza.
- Fadrique (m. 31 de julio de 1320) que murió muy joven y está sepultado el Altar Mayor de la Catedral de Barcelona en un sepulcro compartido con su hermano Jaime y con el rey Alfonso III de Aragón.[6]
- Sancho (1326-1327), sepultado junto a su madre y su hermana Isabel en el desaparecido Convento de San Francisco de Zaragoza.

En segundas nupcias casó con Leonor de Castilla, hija de Fernando IV de Castilla en la Iglesia de San Francisco de Tarazona, el 5 de febrero de 1329. Leonor había sido la prometida del heredero y hermano mayor de Alfonso, el infante Jaime, con lo que este matrimonio venía a normalizar las relaciones con el reino de Castilla tras el desaire recibido por parte de los aragoneses. Fruto de este matrimonio nacieron:
- Fernando, marqués de Tortosa, contrajo matrimonio con la infanta María, hija del rey Pedro I de Portugal. Fue asesinado en Burriana por orden de su hermano Pedro IV el Ceremonioso. (1329-1363)
- Juan, esposo de Isabel Núñez de Lara y mandado a asesinar por su primo Pedro I de Castilla.

Murió en Barcelona el 27 de enero de 1336. Los reinos de Aragón, Valencia y Cerdeña, así como el Condado de Barcelona y los otros territorios supeditados a este fueron heredados por su segundo hijo, Pedro, mientras que las posesiones de su primera esposa, el condado de Urgel y los señoríos de Entenza y Antillón fueron heredadas por su tercer hijo Jaime. Dos meses antes de su muerte, cuando ya había enfermado, su esposa y los dos infantes del segundo matrimonio huyeron a Castilla ayudados por Pedro I de Jérica, temiendo las represalias del heredero Pedro.